# Hermine (papillon)
Cerura erminea
Pour les articles homonymes, voir Hermine (homonymie).
Espèce
L'Hermine (Cerura erminea) est une espèce de lépidoptères (papillons) de la famille des Notodontidae.
- Répartition : Europe ; espèce peu commune.
- Envergure du mâle : 25 à 30 mm.
- Envergure de la femelle : 30 à 35 mm.
- Période de vol : d’avril à juillet en une génération.
- Habitat : bois.
- Plantes hôtes : Populus, Salix, Betula, etc.

## Source
- P.C. Rougeot, P. Viette, Guide des papillons nocturnes d'Europe et d'Afrique du Nord, Delachaux et Niestlé, Lausanne 1978.